# Göteborgs Brechtensemble
Göteborgs Brechtensemble var en musikgrupp från Göteborg inom proggrörelsen.
Göteborgs Brechtensemble bestod av tre sångerskor, Kicki Eldh, Liliane Håkansson och Britt Ling, alla från Göteborgs visgrupp, Bengt Blomgren (gitarr), Bernt Andersson (keyboards), båda från Nynningen, samt Thomas Gustavsson (saxofon), Kjell Jansson (bas) och Gunnar Pettersson (trummor). På albumet Låt er inte förföras (Avanti, AVLP-06, 1979) framförde de sånger av Bertolt Brecht skrivna under åren 1929–47.